# 2019 TA7
 (octobre 2019).
2019 TA7 est une planète mineure du système solaire, plus précisément un astéroïde Aton. Son orbite a un demi-grand axe de 0,76 unité astronomique, tout juste supérieur à celui de Vénus. Son excentricité, de 0,45, fait qu'il croise l'orbite de Mercure, celle de Vénus et celle de la Terre. Son inclinaison est faible, valant 4,1 degrés.